# 皇太子バルタサール・カルロス騎馬像

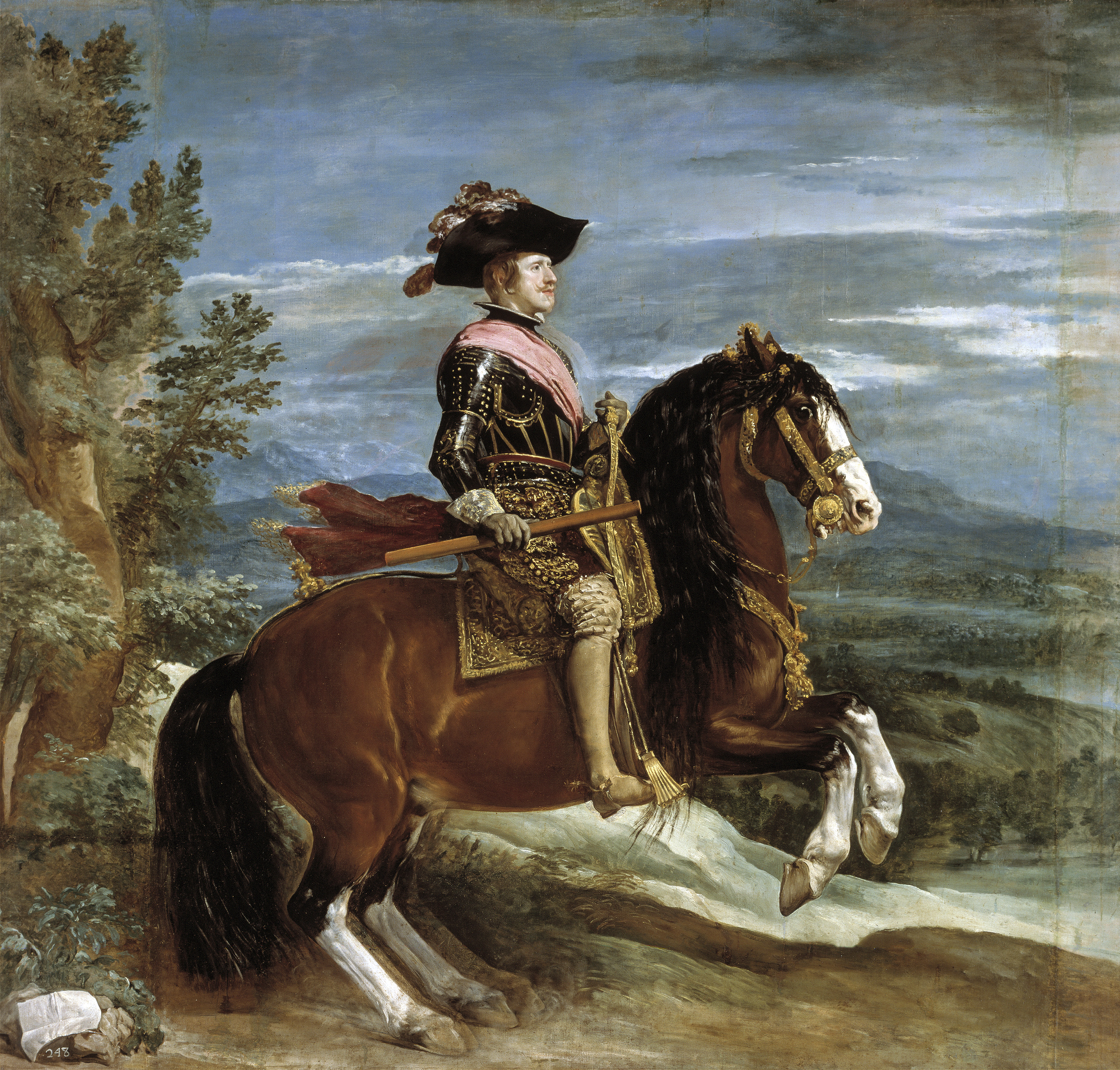
ベラスケス『フェリペ4世騎馬像』 (1635年ごろ)、プラド美術館

『皇太子バルタサール・カルロス騎馬像』(こうたいしバルタサール・カルロスきばぞう、西: El príncipe Baltasar Carlos a caballo、英: Equestrian Portrait of Prince Balthasar Charles)は、バロック期のスペインの巨匠ディエゴ・ベラスケスがスペイン国王フェリペ4世と王妃イサベル・デ・ボルボンとの間に生まれた皇太子バルタサール・カルロスをモデルに1635年に制作したキャンバス上の油彩画である。1635年頃、ほぼ竣工したブエン・レティーロ宮殿内の諸王国の間を装飾するために制作された作品のうちの1点である。作品はマドリードのプラド美術館に所蔵されている。

## 制作の背景
1635年頃、マドリードの郊外に造営中であった休息と娯楽のための離宮ブエン・レティーロ宮殿はほぼ完成した。この離宮には唯一の政治的な空間、「諸王国の間」が設けられたが、ここは諸外国の大使や要人が必ず訪れる重要な場所であった。「諸王国の間」は東西にのびる細長いギャラリーのような広間 (約35 X 10メートル)で、南北の壁にはベラスケスの『ブレダの開城』(プラド美術館) やアントニオ・デ・ぺレーダの『ジェノバの救援』(プラド美術館) などスペイン人画家による当時のスペインの戦勝場面を描いた12点の絵画、さらに各絵画間の扉の上にフランシスコ・デ・スルバランによる『ヘラクレス伝』10点の絵画が掲げられた。戦勝画はフェリペ4世の礼賛とスペイン王国の護持を、『ヘラクレス伝』はスペイン建国上の伝説上の英雄ヘラクレスに託して王の徳と不屈の力を象徴するものであった。
「諸王国の間」の東西には、ベラスケスとほかの画家による5点の騎馬像 (すべてプラド美術館蔵) が掲げられた。西の壁には玉座を挟んで『フェリペ3世騎馬像』と『王妃マルガリータ・デ・アウストリア騎馬像』、東の壁には扉口を挟んで『フェリペ4世騎馬像』と『王妃イサベル・デ・ボルボン騎馬像』が配置され、その扉の上に本作『皇太子バルタサール・カルロス騎馬像』が掲げられたのである。これら親子3代の騎馬肖像画はスペイン王国の過去、現在、未来にわたる正統なる継承性を象徴するものであった。これら5作の騎馬肖像画のうち、ベラスケス1人の手になるのは質的に高い『フェリペ4世騎馬像』と本作のみで、ほかの作品は当時の宮廷画家のバルトロメ・ゴンザレス、ビセンテ・カルドゥーチョ、エウヘニオ・カヘスが制作し、後にベラスケスが加筆したと考えられている。

## 作品
皇太子バルタサール・カルロスは、フェリペ4世とフランスから嫁いだ王妃イサベル・デ・ボルボンの間に1629年10月17日に生まれた。王位継承者として期待と希望をになっての誕生であった。父王フェリペ王は王子を描かせようと第1回目のイタリア滞在中であったベラスケスの帰国を心待ちにしていたという。ブエン・レティーロ宮殿の造営はそのころ始まったが、ほぼ完成した1635年にベラスケスは本作に着手した。「諸王国の間」の3点の男性騎馬肖像画では、それぞれの人物が等しくルバード (棹立ち) という統御困難な姿勢の馬にまたがり、黒い帽子を被り、右手に指揮棒を持ち、小さな剣を左腰に差し、胸甲の上にかけたピンク色の飾り帯 (最高指揮官を示す標章) を風になびかせ、左手に手綱をとって、王国総司令官として「諸王国の間」の戦勝場面を称揚している。
本作の皇太子バルタサール・カルロスは弱冠6歳であるが、スペインの未来を見据えて「諸王国の間」を支配し、右奥から左前方へ画面の外に勇躍するかのように描かれ、バロック的な構図を示している。馬の腹部が膨らんで見えるが、それはこの作品が扉の上に配置されるため鑑賞者からの仰角の遠近法を考慮しての誇張表現なのである。この時期、色彩の点でベラスケスは成熟の域に達しており、遠ざかるにつれ青の色調が深まる空気遠近法が駆使されている。パルドの森の退行する緑の奥に見える背景の山岳は旧王宮からも望まれるグアダラマ山脈の3月ごろの景色で、その写実性からはスペイン絵画史上においてベラスケスが卓越した風景画家でもあったことがわかる。
皇太子の明るい未来を想像させる作品であるが、本作制作から11年後の1646年、玉座を継ぐことなく皇太子は不意の病 (天然痘と推測される) に倒れ、17歳の誕生日を目前にして世を去った。